# Disphragis sylla
Disphragis sylla är en fjärilsart som beskrevs av Druce 1887. Disphragis sylla ingår i släktet Disphragis och familjen tandspinnare. Inga underarter finns listade i Catalogue of Life.